# Os justi (Bruckner)
Os justi, WAB 30, ist eine Motette, die 1879 von Anton Bruckner komponiert wurde. Os Justi ist ein gregorianischer Choral, der als Graduale der Commune Doctorum (heilige Messe an Festen eines Kirchenlehrers) und als Introitus der Commune Confessoris non Pontificis (an Festen eines Bekenners, der nicht Bischof war) verwendet wird.

## Geschichte
Bruckner komponierte dieses Graduale am 18. Juli 1879 und widmete es Ignaz Traumihler, dem Chorleiter des Stifts St. Florian.
Als Traumihler das Manuskript sah, fragte er: „Ist’s der ganze Text?“ Daher fügte Bruckner am 28. Juli 1879 einen Vers Inveni David in einem Gregorian-Modus hinzu, gefolgt von einer Wiederholung des Alleluja.
Während die Uraufführung am Namenstag von Traumihler (31. Juli 1879) erwartet wurde, fand sie schließlich vier Wochen später am 28. August 1879 am Fest des Heiligen Augustinus statt. Traumihler dirigierte den Chor, während Bruckner die Orgel spielte.
Neben der Handschrift vom 18. Juli 1879 (WAB 30,1) gibt es eine revidierte Handschrift vom August 1879 (WAB 30,2).
Das Werk wurde erstmals 1886 von Theodor Rättig, Wien herausgegeben, zusammen mit drei weiteren Gradualen: Locus iste, Christus factus est und Virga Jesse. Die Motette und das erste „Halleluja“ wurden herausgegeben, aber nicht der Vers („Inveni David“) und die Wiederholung des „Halleluja“. Der Vers und die Wiederholung des Alleluja wurden von Grasberger als eigenständiges Werk klassifiziert (Inveni David, WAB 20). Sowohl die Erstausgabe als auch die MWV-Ausgabe basieren auf der revidierten Handschrift vom August 1879.
Die einzige Ausgabe der Version 30,1 ist ein Faksimile von A. Göllerich des Manuskripts vom 18. Juli 1879.
Die vollständige Fassung, deren Handschriften in der Österreichischen Nationalbibliothek archiviert sind, befindet sich in Band XXI/28 der Gesamtausgabe.

## Text und Musik
Der Text der Motette besteht aus zwei Versen des Psalms 37 (Verse 30–31). Der Text des hinzugefügten Verses stammt aus Psalm 89.
Os justi meditabitur sapientiam:

et lingua ejus loquetur judicium.

Lex Dei ejus in corde ipsius:

et non supplantabuntur gressus ejus.

Alleluia.

Inveni David servum meum,

oleo sancto meo unxi eum.

Alleluia.
Das Originalwerk vom 18. Juli 1879, ein 69-Takt Stück, ist im lydischen Modus für gemischten Chor a cappella geschrieben.
Bei zwei Gelegenheiten (Takte 9–13 und 51–56) ist der Chor in acht Stimmen geteilt. Der zweite Teil über Et lingua ejus (Takte 16–42) ist ein fugato ohne jegliche Modulation. Der letzte Satz, über et non supplantabuntur (Takte 65–69), wird pianissimo vom Sopran gesungen, auf einem anhaltenden Tonika-Akkord von den fünf anderen Stimmen (ATTBB). Es folgt ein zweitaktiges Unisono Alleluja im ionischen Modus.
Am 28. Juli 1879 fügte Bruckner einen zusätzlichen Vers Inveni David hinzu, die für unisono männliche Stimmen mit Orgelbegleitung besetzt war, und eine Wiederholung des 2-taktigen Alleluja. Laut Elisabeth Maier ist die Melodie des Alleluja ein Zitat aus dem Alleluja des Introitus (In medio ecclesiae der Missa de Doctoribus). Der zusätzliche Vers ist offenbar Bruckners eigene Komposition.
Traumihler war ein glühender Anhänger des Cäcilien-Verbands – der Grund, warum Bruckner diese Motette im lydischen Modus komponierte, ohne Veränderung in der Tonart und in der gesamten Partitur, und unter großem Einsatz unveränderter Akkorde.

## Diskografie

### Erste Fassung (18. Juli 1879)
Es gibt nur eine Aufnahme der Erstfassung von Os justi:
- Mario Aschauer mit dem Chor Harmonia Stellarum: Uraufführung der Erstfassung, 29. Januar 2025

### Zweite Fassung (August 1879)
Die erste Aufnahme von Os justi fand 1931 statt:
- Ludwig Berberich, Münchner Domchor – 78 rpm: Christschall 141

Der überwiegende Teil der Aufnahmen, manchmal ohne Alleluja, enthält den Vers Inveni David nicht. Eine Auswahl aus den rund 120 Aufnahmen:
- George Guest, St. John’s College Choir Cambridge, The World of St. John’s 1958–1977 – LP: Argo ZRG 760, 1973
- Matthew Best, Corydon Singers, Bruckner: Motets – CD: Hyperion CDA66062, 1982
- Elmar Hausmann, Capella Vocale St. Aposteln Köln, Anton Bruckner, Missa solemnis in B, Motetten – LP: Aulos AUL 53 569, 1983
- Wolfgang Schäfer, Freiburg Vocal Ensemble, Anton Bruckner: Motetten – CD: Christophorus 74 501, 1984
- Philippe Herreweghe, la Chapelle Royale/Collegium Vocale, Ensemble Musique Oblique, Bruckner: Messe en mi mineur; Motets – CD: Harmonia Mundi France HMC 901322, 1989
- Joseph Pancik, Prager Kammerchor, Anton Bruckner: Motetten / Choral-Messe – CD: Orfeo C 327 951 A, 1993
- John Eliot Gardiner, Monteverdi Choir, Bruckner: Mass No. 1; Motets – CD: DG 459 674-2, 1998
- Hans-Christoph Rademann, NDR Chor Hamburg, Anton Bruckner: Ave Maria – Carus 83.151, 2000
- Petr Fiala, Czech Philharmonic Choir, Anton Bruckner: Motets – CD: MDG 322 1422-2, 2006
- Marcus Creed, SWR Sinfonieorchester und Vokalensemble Stuttgart-Rundfunk, Mass in E minor and Motets – CD: Hänssler Classic SACD 93.199, 2007
- Stephen Layton, Polyphony Choir, Bruckner: Mass in E minor and Motets – CD: Hyperion CDA 67629, 2007
- Erwin Ortner, Arnold Schoenberg Chor, Anton Bruckner: Tantum ergo – CD: ASC Edition 3, herausgegeben vom Chor, 2008
- Philipp Ahmann, MDR Rundfunkchor Leipzig, Anton Bruckner & Michael Haydn - Motets – SACD: Pentatone PTC 5186 868, 2021

Es gibt nur wenige Aufnahmen, die den Vers Inveni David enthalten:
- Robert Jones, Choir of St. Bride’s Church: Bruckner: Motets – CD: Naxos 8.550956, 1994
- Rupert Huber, Südfunkchor Stuttgart: Romantische Chormusik – CD: Hänssler 91 106, 1996 – Vers für gemischten Chor transkribiert und a cappella gesungen
- Duncan Ferguson, Choir of the St Mary’s Cathedral, Edinburgh: Bruckner: Motets – CD: Delphian Records DCD34071, 2010